# کارلو نینچی
کارلو نینچی (زاده ۳۱ مه ۱۸۹۷ – درگذشته ۱ مه ۱۹۷۴) بازیگر ایتالیایی بود که در ۱۲۸ فیلم بین سال‌های ۱۹۳۱ و ۱۹۶۳ هنرنمایی کرد. او در بولونیا متولد شد و در رم درگذشت.
از جمله فیلم‌های او می‌توان به زیباترین روزها، گذرنامه سرخ، ناپلئون، پیراهن سیاه، مارکو ویسکونتی، ببر هفت دریا، مسالینا، شیپیو آفریکانوس: شکست هانیبال، دورا نلسون، زنجیرهای ناپیدا، فقط تو را دوست دارم، اودسا در میان شعله‌ها، شیطان در صومعه، ناپل همیشه ناپل است، ترانهٔ زندگی و ده فرمان اشاره کرد.